# 丘度
丘度（1543年—1615年），字汝洪，一字志中，號震岡，直隸淮安衛軍籍，直隸淮安府山陽縣人，明朝政治人物。

## 生平
万历五年（1577年），丘度中进士。吳承恩去世後，丘度搜集其残存之稿，仅“存十一于千百”，編《射陽先生存稿》四卷。
萬曆四年（1576年）丙子科應天府乡试第二十四名举人，万历五年（1577年）聯捷丁丑科会试第二百四十一名，三甲進士。授南康府推官，升户部主事，榷税九江鈔关，告病归。十七年升郎中，出为汝宁府知府，在任三載，被巡抚吴自新弹劾，以考察罢免。二十年丁憂，二十三年起补归德府知府，二十五年三月升陕西副使，兵备潼关，与监试御史不合，称病去職。三十二年起山西驿传道副使，又以病归。三十八年六月起升太僕寺少卿添注，四十年十二月升光禄寺卿，监督皇太后山陵，四十三年十月病卒。贈户部左侍郎，賜祭葬。

## 家族
曾祖丘斆；祖父丘璪；父丘嵐。母沈氏。严侍下。外祖父沈山。母亲沈氏是吴承恩的外甥女，吴承恩稱丘度“亲犹表孙，义近高弟”，並安排他去淮安知府邵元哲處学习。
兄丘應。弟丘康。